# Duc Huyen Duong
Duc Huyen Duong ( 1953 ) es un botánico vietnamita.

## Algunas publicaciones
- Averyanov, lv; dh Huyen. 1990. New and rare species of the Orchidaceae family in the Vietnamese flora. Botaničeskij žurnal 75 (5 ): 721-724 (en ruso, resumen en inglés)

- La abreviatura «D.H.Duong» se emplea para indicar a Duc Huyen Duong como autoridad en la descripción y clasificación científica de los vegetales.[1]